# Katarzyna Nowak
Katarzyna Nowak (Łódź, 13 gennaio 1969) è un'ex tennista polacca.

## Carriera
Ha disputato la semifinale del Cesena Championship 1992 dove è stata sconfitta dalla prima testa di serie Mary Pierce e tre anni dopo ha ripetuto il risultato sulla terra rossa di Barcellona dove si è arresa alla croata Iva Majoli. La stagione 1995 l'ha vista scalare la classifica fino alla 47ª posizione mondiale, oltre alle semifinali a Barcellona ha disputato nell'anno i quarti di finale al Bausch & Lomb Championships e ha raggiunto il terzo turno al Roland Garros.
Dal 1988 al 1995 ha fatto parte della squadra polacca di Fed Cup vincendo dieci incontri e perdendone undici, ha rappresentato la sua nazione anche alle olimpiadi di Barcellona 1992 dove è stata sconfitta all'esordio da Julie Halard-Decugis.